# Crash Team Racing
Crash Team Racing (в Японії вийшла під назвою Crash Bandicoot Racing) — відеогра для PlayStation, четверта в серії Crash Bandicoot. Вийшла у 1999 році, за жанром — рейсинг. Це остання гра про Креша, створена Naughty Dog, «батьками» цього персонажу. Музику до гри писали ті ж Mutato Muzika.

## Сюжет
Цього разу історія не обмежується тим, що злобний доктор Кортекс задумав новий підступний план по поневоленню планети. Наших героїв (і лиходіїв в тому числі) вирішує відвідати з далекого космосу якийсь Nitrous Oxide. Згодом ми дізнаємося, що він є найшвидшим гонщиком Галактики і займається все життя тільки тим, що шукає гідного суперника. Прилітаючи на Землю, він укладає угоду з її мешканцями - якщо вони зможуть його перемогти, то в нагороду він залишає їх жалюгідну планетку існувати далі, але якщо ж вони програють, то світ буде поневолений. Природно, всі починають готуватися до гонки. Герої влаштовують між собою змагання, щоб дізнатися, хто є з них найкращим гонщиком і відправити його рятувати світ. Ведмедик Polar читає підручник для початківця гонщика догори ногами, доктор Кортекс піддає своє машину впливу лазера, ну, а Креш валяється на сонці і спить, абсолютно не турбуючись за свій карт. Фінал знову може мати кілька версій в залежності від того, чи всі релікти і коштовності зібрані.
По завершенні гри в грі відкриваються сторінки з епілогами про долю кожного персонажа, а також короткий журнал Naughty Dog про роботу з усіма частинами гри.

## Ігровий процес
Попередні три частини пригод бандикута робилися в жанрі аркади. У Crash Team Racing доступні кілька режимів гри: пригоди, гонка на час, багатокористувацька гра та бої на картах.
Режим пригод — основний, в ньому є можливість зібрати всі коштовності і відкрити додаткові бонуси. На вибір вам будуть представлені вісім основних персонажів, вибравши одного з яких, ви будете змушені грати їм впродовж всього пригоди. Тому не поспішайте з вибором і уважно придивіться до параметрів кожного з гонщиків! Без сумнівів, у когось більша швидкість, хтось вміє легше повертати на поворотах, хтось краще прискорюється. Під час ваших подорожей, чарівні маски (Аку Аку або Ука Ука в залежності сторони обраного персонажа) будуть давати вам важливі поради. Ігровий світ побудований з п'яти зон, у кожній з яких є свій бос і по чотири рівня, який необхідно пройти, перш ніж викликати його на змагання. Поспішаю відмітити, що проїхавши по трасі один раз, ви ніяк не зможете відкрити всіх секретів і зібрати всіх коштовностей. У кожному з рівнів можна дістати як мінімум один золотий трофей, один КТР-значок і один релікт. Що ж таке КТР-значок і з чим його їдять? Так, це ще одне невелике нововведення в грі. Щоб роздобути цю річ, вам доведеться дуже уважно слідувати по треку і шукати на його теренах заховані символи «C», «T» і «R». Проте зібрати їх усе ще недостатньо - важливо також прийти першим після всього цього. Naughty Dog не були б Naughty Dog, якщо б зробили звичайні аркадні гонки. Зрозуміло, вони приправили свій шедевр здатністю використовувати зброю прямо на треку! Усі необхідні види зброї ви зможете знайти, розбиваючи на дорозі ящики. А видів тут дуже і дуже багато: тут і зелена рідина в колбах доктора Бріо, і зелений захисний шар, і самонавідні ракети, і піратські бомби, зустрінуті нами в рівнях за Коко з Crash Bandicoot 3: Warped, і TNT-ящики, так гаряче улюблені Ріпером Ру, і годинники Н. Тропі, що уповільнюють плин часу. У ранній версії гри в ящиках була ще й пружинка, що дозволяє здійснювати високі стрибки, але згодом її вирішили прибрати і присвятити даному дії одну з кнопок джойстика. Крім цього, в деяких ящиках ви зможете дістати трохи яблук, які стануть в пригоді вам для удосконалення своєї зброї. Набравши 10 штук, ви зможете отримати зі звичайного TNT-ящика ящик Nitro, або зі звичайної зеленої захисної кулі синю, яка не зникає з плином часу, на відміну від попередньої, а також червоні колби замість зелених, які не тільки зупиняють супротивника, але також на час сповільнюють його і не дають використовувати зброю. Кожен з босів буде володіти деякими перевагами в порівнянні з вами. Наприклад, Ripper Roo буде постійно кидати вибухонебезпечні ящики, щоб утруднити вам шлях, а Pinstripe бомби, не кажучи вже про Oxide, який стартує раніше часу. Після розправи над кожним з босів, вони дають вам ключ від дверей до наступної зони. Так, для різноманітності розробники ще вирішили включити такі рівні в гру, де вам доведеться за певний час збирати потрібну кількість кристалів, намагаючись не наштовхуватися на численні Nitro-ящики, розставлені, де попало. Само собою зрозуміло, за успішне виконання завдання вас очікує гідна нагорода. Треки усіяні зеленими анімованими стрілками (прискорювачами), проїхавши по яким гравець сильно прискорюється. Також існує чит-код, який збільшує показник даного прискорення в декілька разів. Залишилося й таке корисне пристосування, як захист масок Аку-Аку і Ука-Ука, але тут їх дизайн зовсім змінився. Цього разу вони будуть крутитися навколо вашого карта, виконуючи ті ж старі функції: прискорення і знищення.
Функція прискорень. Способів отримати її кілька: екстра-старт (ми пам'ятаємо його ще з часів мотоциклів у третій частині Креша), дрифт, прискорювачі, прискорення при приземленні, а також ще кілька унікальних способів.
Серед персонажів є як класичні супутники протягом всієї серії, це Креш, Коко, Доктор Нео Кортекс, Тайні, Ріппер Ру, так і другорядні як Пінстрайп, Папу-Папу, Комодо Джо; є два нових: Оксид і Пента. Всі персонажі мають свої власні характеристики, у більшості є своя власна траса. Також є і видалений з кінцевої гри персонаж - Хіппо. Крім дизайну ми про нього нічого ні знаємо.
У грі є чит-коди, які вводяться з головного меню.
Наступний режим - гра на час. Тут ми зможемо знову побачити знайомі ще з третьої частини гри ящики з цифрами 1, 2 і 3 на гранях. Розбиваючи їх, ми буде на вказану кількість секунд зупиняти час і це буде дуже допомагати при бажанні якомога швидше завершити трек. До речі, якщо ви зможете проїхати трек за досить малий проміжок часу, то зможете почути після подолання фінішної межі голос доктора Н. Тропі, знайомого знову ж таки з часів Crash Bandicoot 3: Warped. Він запропонує вам позмагатися на трасі і, повторивши гонку, ви зможете побачити його привиду. Обігнавши його, що, зізнатися, дуже непросто зробити, ви отримаєте можливість позмагатися з привидом Оксида на даній дорозі. Перемігши Н.Тропі на всіх трасах, ви побачите його на екрані вибору персонажа і зможете за нього грати.
Про багатокористувацький режим багато розповідати не потрібно. Тут ви (за наявності двох приставок) можете вчотирьох влаштувати гонку на одному екрані, за допомогою технології розділеного екрану.
Режим боїв також можна назвати дуже захоплюючим. Вам надаються на вибір сім арен (4 стандартних і 3 прихованих, які ви можете відкрити, пройшовши режим турніру), кожна з яких володіє унікальним ландшафтом. Існує багато опцій, що роблять бій ще більш захоплюючим. Наприклад, ви власноруч можете вибрати час, що відводять на битву, або вибрати зброю, яке буде зустрічатися в ящиках. Так само можна вибрати умови перемоги. На відміну від основного режиму гри, тут ви можете зустріти нові види зброї і інших пристосувань, таких як тимчасова невидимість або супер-прискорення.

## Персонажі
Персонажі, які зустрічаються в грі:
- Crash Bandicoot - входить до числа основних персонажів. На світлій стороні.
- Coco Bandicoot - входить до числа основних персонажів. На світлій стороні
- Polar - входить до числа основних персонажів. На світлій стороні.
- Pura - входить до числа основних персонажів. На світлій стороні. Показники швидкості, повороткості і прискорення повністю ідентичні з Поларом.
- Penta Penguin - секретний персонаж, якого можна відкрити тільки за допомогою чит-коду. Нейтральна сторона (але захищає його маска Аку-Аку).
- Doctor Neo Cortex - входить до числа основних персонажів. На темній стороні.
- Doctor N. Gin - входить до числа основних персонажів. На темній стороні.
- N. Tropy - секретний персонаж, якого можна відкрити, обігнавши його привид на всіх трасах в режимі Time Trial. На темній стороні.
- Tiny Tiger - входить до числа основних персонажів. На темній стороні.
- Dingodile - входить до числа основних персонажів. На темній стороні.
- Ripper Roo - перший бос гри. Стає доступним після взяття червоного алмазу. На темній стороні.
- Papu Papu - другий бос гри. Стає доступним після взяття зеленого алмазу. На темній стороні.
- Comodo Joe - третій бос гри. Стає доступним після взяття синього алмазу. На темній стороні.
- Pinstripe - четвертий бос гри. Стає доступним після взяття жовтого алмазу. На темній стороні.
- Fake Crash - секретний персонаж. Отримати його ви зможете тільки після того, як виграєте в пурпуровому кубку турнір з чотирма босами. На темній стороні.
- Nitrous Oxide - останній бос гри. Розробники не зробили його іграбельним персонажем.
- Ami - неігровий персонаж. Дівчина, яка вручає трофеї тим, хто стоїть на подіумі.
- Isabella - неігровий персонаж. Дівчина, яка вручає трофеї тим, хто стоїть на подіумі.
- Liz - неігровий персонаж. Дівчина, яка вручає трофеї тим, хто стоїть на подіумі.
- Megumi - неігровий персонаж. Дівчина, яка вручає трофеї тим, хто стоїть на подіумі.

## Цікаві подробиці
- Колеса картів — це не 3D графіка. Так само як у випадку з Вумпа з попередніх частин.
- Це остання гра про Креша, розроблена компанією Naughty Dog.